# Heinijärvi (sjö i Tavastkyro, Birkaland)
Heinijärvi är en sjö i kommunen Tavastkyro i landskapet Birkaland i Finland. Sjön ligger 83,8 meter över havet. Arean är 48 hektar och strandlinjen är 3,36 kilometer lång. Sjön  ingår i Kumo älvs huvudavrinningsområde.   Den ligger omkring 32 km väster om Tammerfors och omkring 180 km nordväst om Helsingfors. 